# Тупиковка
Тупиковка — село в Бузулукском районе Оренбургской области России. Административный центр и единственный населённый пункт Тупиковского сельсовета.

## География
Село находится в западной части Оренбургской области, в пределах возвышенности Общий Сырт, в степной зоне, на берегах реки Винной, к северу от автотрассы М5, на расстоянии примерно 12 километров (по прямой) к западу от города Бузулука. Абсолютная высота — 78 метров над уровнем моря.
Климат
Климат характеризуется как резко континентальный с морозной суровой зимой и жарким сухим летом. Среднегодовая температура составляет 4 °C. Средняя температура воздуха самого тёплого месяца (июля) — 21,9 °C; самого холодного (января) — −14,8 °C (абсолютный минимум — −43 °C). Безморозный период длится в течение 142 дней в году. Среднегодовое количество атмосферных осадков составляет 393 мм.
Часовой пояс
Село Тупиковка, как и вся Оренбургская область, находится в часовой зоне МСК+2. Смещение применяемого времени относительно UTC составляет +5:00.

## Палеонтология
В отложениях раннего триасового периода (верхнеиндский подъярус) села Тупиковка обнаружен ископаемый образец темноспондильной амфибии из семейства Lonchorhynchidae.

## История
Основано во второй половине XVIII века переселенцем из Белоруссии и Украины. Название происходит от фамилии первопоселенцев Тупиковых.

## Население
| 2003 | 2010 | 2012 | 2013 | 2014 | 2015 | 2016 |
| ---- | ---- | ---- | ---- | ---- | ---- | ---- |
| 713  | ↘613 | ↗625 | ↗632 | ↗633 | ↘632 | ↘621 |
| 2017 | 2018 | 2019 | 2020 | 2021 |      |      |
| ↗644 | ↘636 | ↘632 | ↘626 | ↗631 |      |      |

Гендерный состав
По данным Всероссийской переписи населения 2010 года в гендерной структуре населения мужчины составляли 49,4 %, женщины — соответственно 50,6 %.
Национальный состав
Согласно результатам переписи 2002 года, в национальной структуре населения русские составляли 90 % из 637 чел.